# 西所沢
西所沢（にしところざわ）は、埼玉県所沢市の町名。現行行政地名は西所沢一丁目及び西所沢二丁目。郵便番号は359-1144。

## 地理
所沢市内の中央部、所沢地区に属する。「にしとこ」（西所）の略称で呼称されることもある。
西武池袋線･西武狭山線西所沢駅の北側に接する町域で、面積は約0.3 km2、周辺の金山町、星の宮、宮本町、山口、上新井と隣接する。
町域中央を西から東に東川が流れており、その南側に1丁目、北側に2丁目が設置されている。
町境東端の金山町五叉路交差点を交点に、北に国道463号、西に所沢入間バイパス、南に東京都道・埼玉県道4号東京所沢線、また南西方向に埼玉県道・東京都道55号所沢武蔵村山立川線が通っている。

### 河川
- 東川 - 橋梁：弘法橋 ほか

## 歴史
旧入間郡小手指村。1965年（昭和40年）4月1日 - 大字上新井の住居表示実施により一部が分離し、宮本町1丁目・榎町・松葉町・西所沢となる。 

## 世帯数と人口
2017年（平成29年）9月30日現在の世帯数と人口は以下の通りである。
| 丁目         | 世帯数    | 人口    |
| ------------ | --------- | ------- |
| 西所沢一丁目 | 1,901世帯 | 3,800人 |
| 西所沢二丁目 | 924世帯   | 1,886人 |
| 計           | 2,825世帯 | 5,686人 |

## 交通

### 鉄道
- 西武池袋線･西武狭山線 - 西所沢駅

### バス
- 町域内のバス停は、「西所沢駅入口」。
  - 西武バス（池袋駅東口～小手指駅北口線）
  - 所沢市内循環ところバス南路線（西所沢駅#バスを参照）

### 道路
- 国道463号
- 所沢入間バイパス
- 東京都道・埼玉県道4号東京所沢線
- 埼玉県道・東京都道55号所沢武蔵村山立川線[8]
- 市道 学校新道

交差点
- 金山町
- 宮本町
- 西所沢駅入口

## 施設
公共
- 西所沢会館
- 西所沢駅前交番

公園
- 西所沢公園[9]

商業
- 西所沢一郵便局
- 東和銀行所沢支店

社寺
- 福徳稲荷神社

## 小・中学校の学区
市立小・中学校に通う場合の学区（校区）は以下の通り
| 町丁   | 番・番地 | 小学校                         | 中学校                         |
| ------ | -------- | ------------------------------ | ------------------------------ |
| 西所沢 | 1丁目    | 所沢市立所沢小学校（元町）     | 所沢市立所沢中学校（けやき台） |
| 西所沢 | 2丁目    | 所沢市立明峰小学校（北有楽町） | 所沢市立所沢中学校（けやき台） |